# Akrosida
Akrosida es un género con dos especies de fanerógamas perteneciente a la familia  Malvaceae, es endémico de Nueva Caledonia.  
Fue descrito por Paul Arnold Fryxell & Fuertes y publicado en Brittonia  44(4): 442, en el año 1992. La especie tipo es Akrosida macrophylla (Ulbr.) Fryxell & Fuertes.  -

## Especies
- Akrosida floribunda Fryxell & Clase
- Akrosida macrophylla 	(Ulbr.) Fryxell & Fuertes